# Marco Antonio (magister equitum)
Marco Antonio  fue un político y militar romano del siglo IV a. C. perteneciente a la gens Antonia. Su único cargo conocido fue el de magister equitum del dictador Publio Cornelio Rufino en el año 334 a. C. durante las guerras samnitas.